# مؤلفات فلاديمير نابوكوف

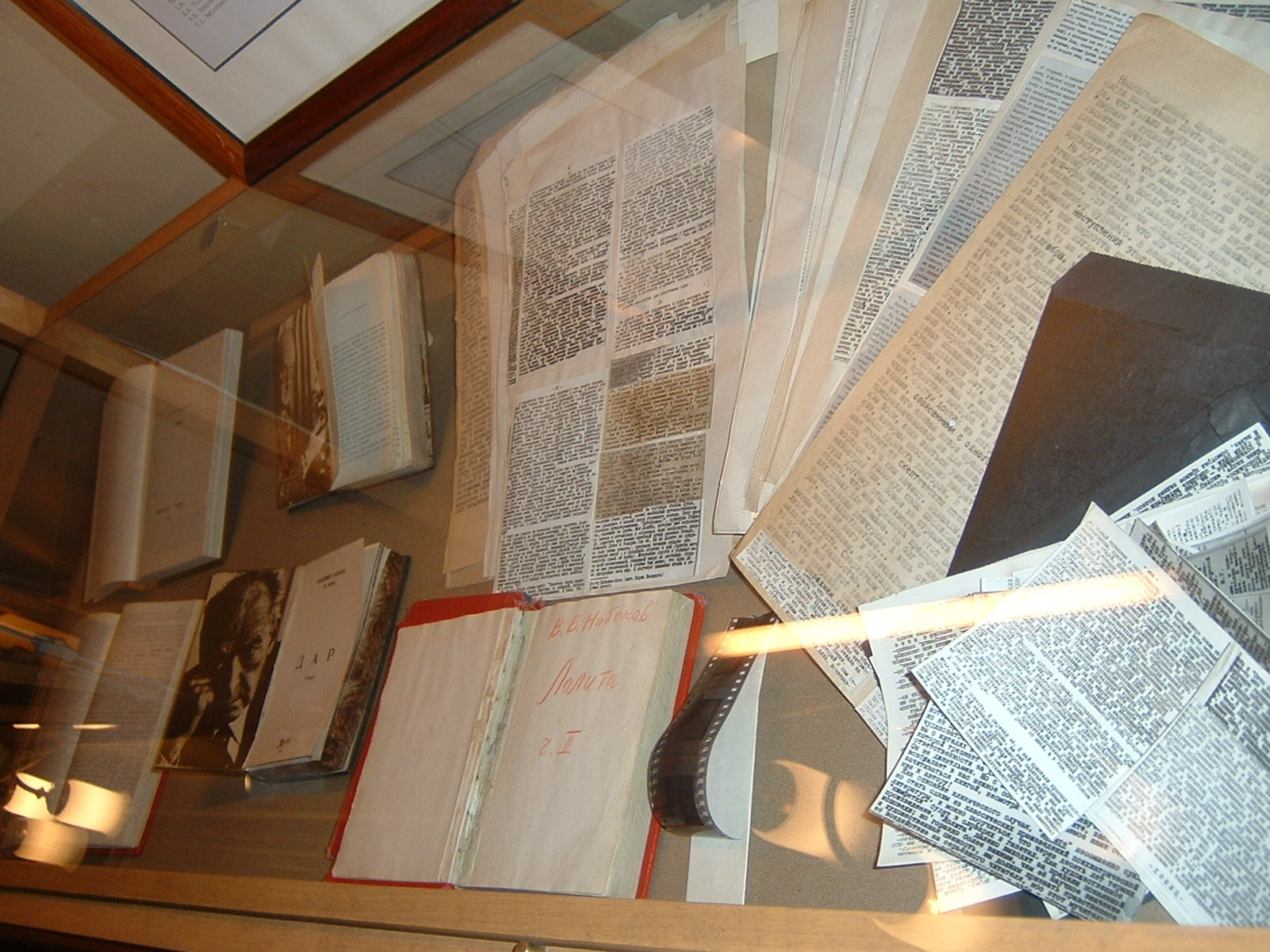

هذه قائمة لمؤلفات فلاديمير نابوكوف:

## الأدب الخيالي

### الروايات والقصص القصيرة

#### الروايات والقصص القصيرة المكتوبة باللغة الروسية
- (1926) ماري (الترجمة الإنجليزية عام 1970)
- (1928) الملك والملكة والوصيف (الترجمة الإنجليزية عام 1968)
- (1930) الدفاع أو دفاع لوزين (الترجمة الإنجليزية عام 1964) (صدر فيلم مبني عليها باسم دفاع لوزين، عام 2000)
- (1930) العين قصة قصيرة، أول نشر عام 1938؛ (الترجمة الإنجليزية عام 1965).
- (1932) المجد؛ (الترجمة الإنجليزية عام 1971).
- (1933) كاميرا أوبسكورا؛ الترجمات الإنجليزية: كاميرا أوبسكورا (1936)، الضحك في الظلام (1938).
- (1934) اليأس، الترجمة الإنجليزية (1965, 1937).
- (1936) دعوة إلى إعدام؛ الترجمة الإنجليزية, رواية دعوة إلى الإعدام مترجمة للعربية دعوة إلى قطع رأس (1959).
- (1938) الهدية؛ الترجمة الإنجليزية عام 1963.
- الساحر (قصة قصيرة غير منشورة، كُتبت عام 1939)؛ الترجمة الإنجليزية عام 1985.

#### الروايات المكتوبة باللغة الإنجليزية
- (1941) حياة سيباستيان نايت الحقيقية
- (1946) الدكتاتور الضفدع ترجمة إلى العربية (2023)[1]
- (1947) الحزام المعكوس
- (1955) لوليتا، ترجمها بنفسه إلى الروسية (1965)
- (1957) بنين
- (1962) النار الشاحبة
- (1969) آيدا أو أردور: تاريخ عائلة
- (1972) أشياء شفافة
- (1974) انظر إلى الهارلكوينز!
- (2009) لورا الأصلية (رواية مجزأة، كُتبت في منتصف سبعينيات القرن العشرين ونُشرت بعد وفاته).[2]

### مجموعات القصص القصيرة
- (1930) عودة تشورب، خمس عشرة قصة قصيرة وأربع عشرون قصيدة بالروسية، بقلم «في سيرين».
- (1938) العين، ثلاث عشرة قصة قصيرة بالروسية، بقلم «في سيرين».
- (1947) تسع قصص.
- (1956) الربيع في فيالتا وقصص أخرى.
- (1958) دزينة نابوكوف: مجموعة من ثلاث عشرة قصة (أُعيدت طباعتها بعنوان الربيع في فيالتا والحب الأول وقصص أخرى).
- (1966) رباعية نابوكوف
- (1968) مجموعة مبعثرة لنابوكوف؛ أُعيدت طباعتها بعنوان نابوكوف المحمول (1971).
- (1973) جمال روسي وقصص أخرى.
- (1975) تدمير الطغاة وقصص أخرى.
- (1976) تفاصيل غروب شمس وقصص أخرى.
- (1995) قصص في نابوكوف (عنوان آخر القصص المجموعة) – المجموعة الكاملة لكل القصص القصيرة.

### القصص القصيرة غير المجموعة
- (1921) «ناتاشا». ذا نيويوركر، 9 و16 يونيو، 2008.[3]
- (07-01-1923) «الكلمة». ذا نيويوركر، 26 ديسمبر، 2005.[4]
- (صيف 1926) «الرجل الموقوف». مجلة هاربر، 1 مارس، 2015.[5]
- (1948) «كوليت». ذا نيويوركر، 31 يوليو، 1948.[6]

### الدراما
- (1924) مأساة السيد مورن (2012): الترجمة الإنجليزية لمسرحية باللغة الروسية مكتوبة بين عامي 1923 و1924، قُرئت أما العامة سنة 1924، ونُشرت في صحيفة عام 1997، ونُشرت بشكل مستقل عام 2008.
- (1938) اختراع الفالتز: الترجمة الإنجليزية: اختراع الفالتز: مسرحية في ثلاث فصول (1966).
- (1974) لوليتا: مسرحية (رغم ذكرها في المراجع المستخدمة في نسخة الفيلم الأولى، فلم تُستخدم هذه المسرحية في إنتاج الفيلم).
- (1984) الرجل القادم من الاتحاد السوفيتي ومسرحيات أخرى.

### الشعر
- (1916) قصائد. ثمان وستون قصيدة باللغة الروسية.
- (1918) تقويم: طريقان. اثنا عشرة قصيدة بقلم نابوكوف وثمان قصائد بقلم أندري بالاشوف، باللغة الروسية.
- (1922) العنقود. ست وثلاثون قصيدة بالروسية، بقلم «في سيرين».
- (1923) الطريق العالي. مئة وثماني وعشرون قصيدة بالروسية، بقلم «في سيرين».
- (1929) عودة تشورب. خمس عشرة قصة قصيرة وأربع وعشرون قصيدة بالروسية، بقلم «في سيرين».
- (1952) قصائد 1951-1929. خمس عشرة قصيدة بالروسية.
- (1959) قصائد. دُمجت المحتويات لاحقًا ضمن قصائد ومشاكل.
- (1969) قصائد ومسائل (مجموعة من الشعر ومسائل الشطرنج). دُمج المحتوى لاحقًا ضمن قصائد مختارة.
- (1979) قصائد. مئتان واثنتان وعشرون قصيدة بالروسية.